# Senecio megalanthus
Senecio megalanthus là một loài thực vật có hoa trong họ Cúc. Loài này được Y.L.Chen miêu tả khoa học đầu tiên năm 1988.